# Sampler (Klangerzeuger)

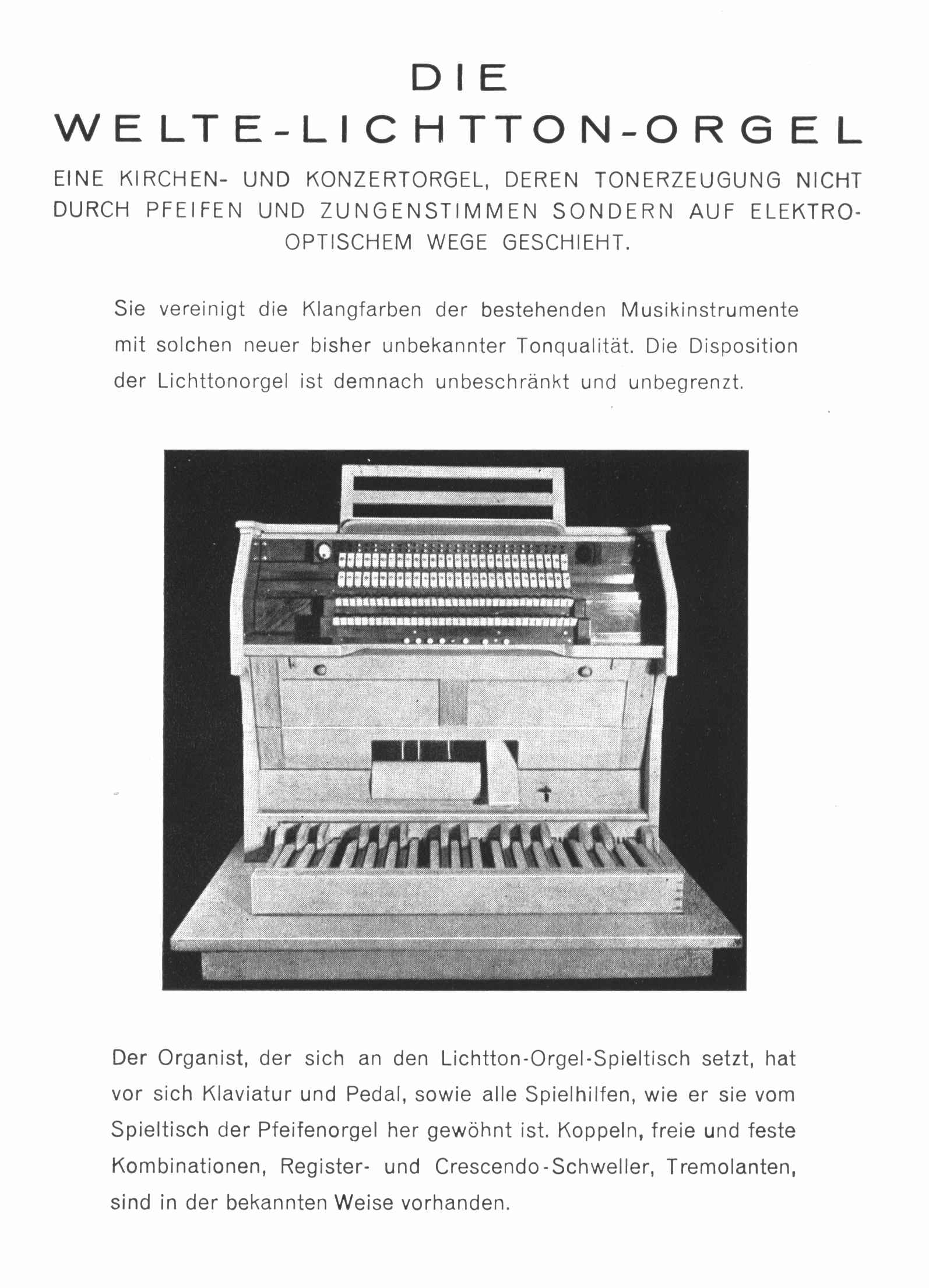
Lichtton-Orgel (1936), eine frühe elektronische Orgel, die Tonscheiben (rotierende analoge optische Tonträger) verwendet

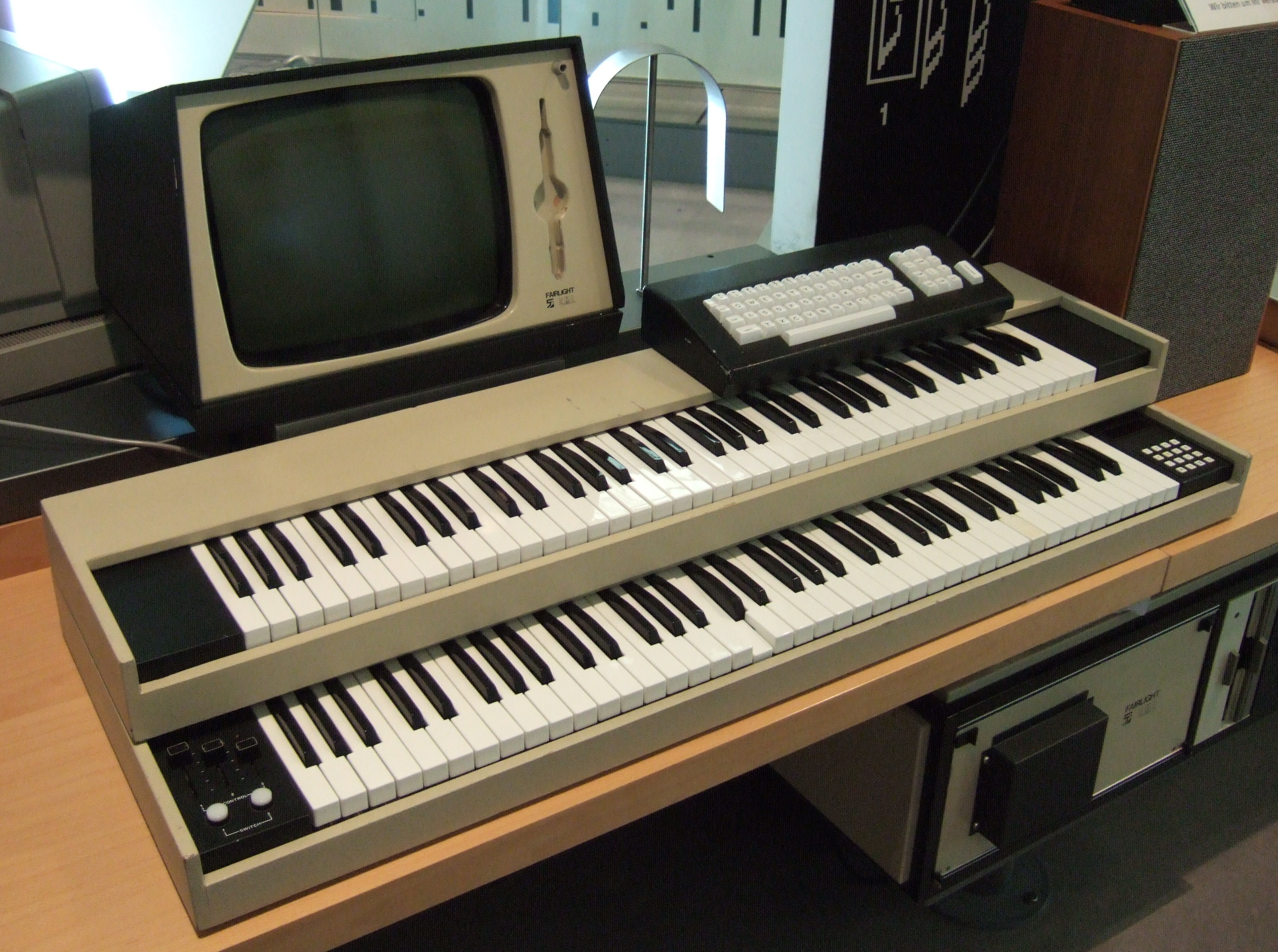
Fairlight (1979)

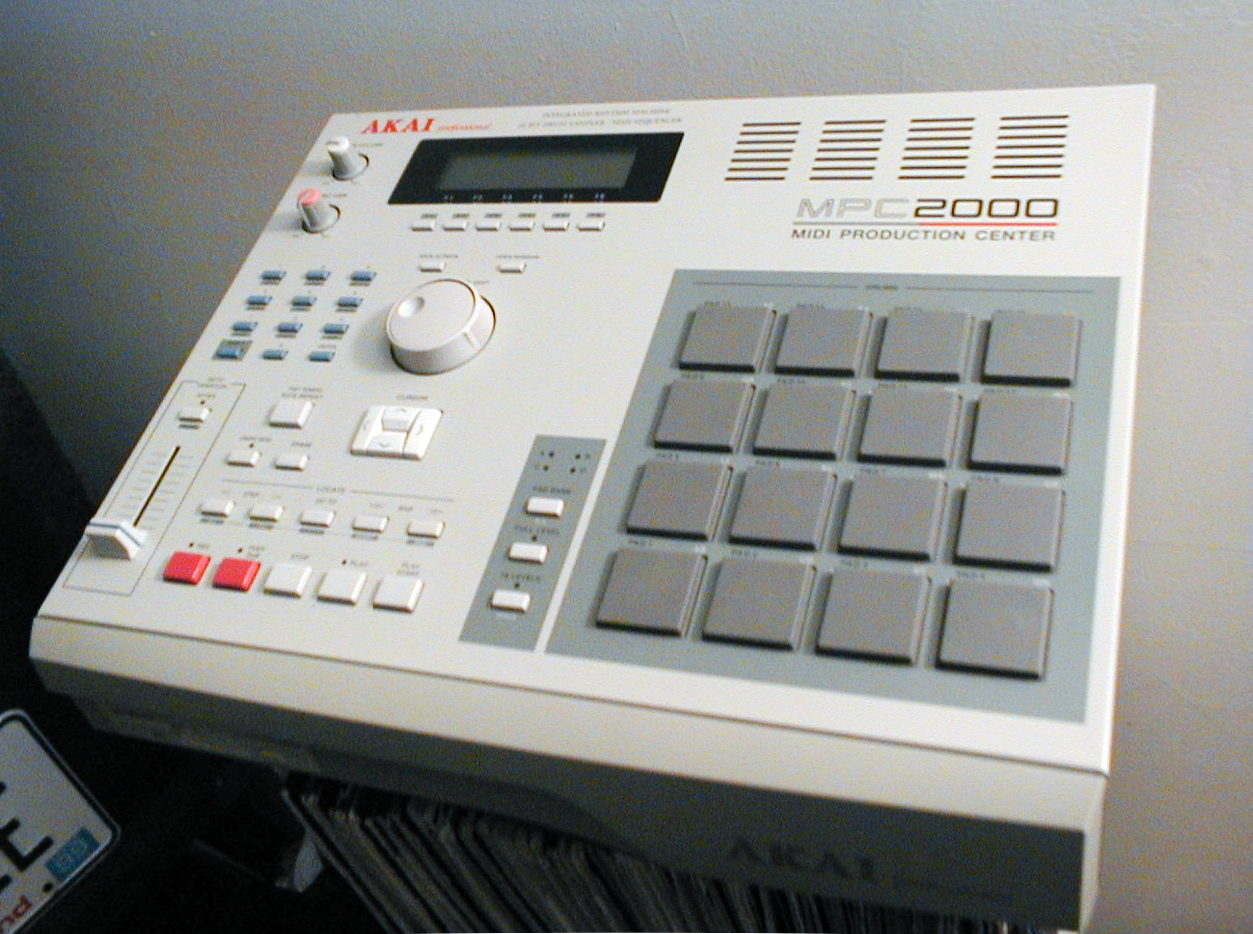
Ein AKAI MPC2000 sampling Sequenzer (1997)

Ein Sampler ist in der Musik ein elektronisches, meistens über MIDI ansteuerbares Musikinstrument, das Klänge jeglicher Art aufnehmen, diese in Form von Samples speichern und auf Befehl in verschiedenen Tonhöhen wiedergeben kann. Sampler sind heute polyphon und multitimbral spielbar.

## Funktion
Ein Sampler ist in der Lage, aufgenommene Töne, die sogenannten Samples, ohne hörbare Verzögerung und auch in anderer Tonhöhe, als sie aufgenommen wurden, abzuspielen. Zu diesem Zweck werden reale Klänge (über Mikrofon oder von anderen Tonquellen) aufgenommen und digitalisiert. Dabei wird das Audiomaterial abgetastet und als kurze Audiospur, eben als Sample, gespeichert. Bei der Wiedergabe kann der Sampler das Abspielen beschleunigen oder verlangsamen, wodurch sich die Tonhöhe des Klanges ändert. Es existieren auch Verfahren, mit denen die Tonhöhe des Samples verändert werden kann, ohne dass dessen zeitlicher Ablauf verändert wird (siehe dazu Tonhöhenänderung).
Das Speichern von analogen Signalen geschieht durch Abtastung der Amplitude in regelmäßigen Abständen und Digitalisierung mittels eines Analog-Digital-Umsetzers. Die Frequenz dieser einzelnen Messungen bezeichnet man als Samplingrate. Die Feinheit der Abtastung nennt man Auflösung, sie ist abhängig von der Bitzahl, mit der ein Wert quantisiert und gespeichert wird. In modernen Samplern gebräuchlich sind Sampleraten von 44,1 kHz bis 192 kHz und 16 bis 32 Bit Quantisierungs-Auflösung. Teilweise erfreuen sich unter Musikern aber auch technisch veraltete Sampler mit 8 oder 12 Bit Auflösung aufgrund des als „dreckiger“ und „wärmer“ empfundenen Sounds einer gewissen Beliebtheit.
Das fertige Sample muss gespeichert werden, was heutzutage üblicherweise auf einer Festplatte oder Flash-Speicher geschieht. Frühe Sampler benutzten dazu Disketten. Für die Wiedergabe musste der Klang im Arbeitsspeicher (RAM) vorliegen und daher in der Regel erst geladen werden. Heutige Systeme können auch direkt aus dem Flash spielen. In frühen Modellen ist die maximale Länge der verwendeten Samples stark eingeschränkt, weil der Arbeitsspeicher damals sehr teuer war. Um die Sounds bei der Wiedergabe beeinflussen zu können (beispielsweise in der Tonhöhe zu verändern), benötigt ein Sampler außerdem einen leistungsfähigen Prozessor, der die nötigen Berechnungen bewältigen kann.
In Hardware-Samplern wird dies meist von Digitalen Signalprozessoren (DSP) oder speziell gefertigten ASICs bewerkstelligt.
Realisiert werden kann die Tonhöhenänderung eines gespeicherten, digitalen Samples durch entsprechende Abtastratenkonvertierung (Resampling) auf die feststehende Abtastrate des Soundhardware-Ausgabekanals. Bei dem Resampling kann jedoch besonders beim Erhöhen der Tonhöhe das Abtasttheorem verletzt werden und störende Alias-Effekte auftreten. Es gibt viele algorithmische Ansätze mit unterschiedlichem Berechnungsaufwand, diese Effekte zu mindern; die Qualität, die hierbei von Samplern erreicht wird, ist eines der wichtigsten Qualitätsmerkmale.
Da ein Sample wegen des begrenzten Speicherplatzes nicht beliebig lang sein kann, wird das Tonmaterial beim Abspielen meistens nach einer gewissen Zeit (nach dem Einschwingvorgang, der für die Klangcharakteristik besonders wichtig ist) in einer Endlosschleife (Loop) wiederholt. Verschiedene Instrumente werden gleichzeitig aus mehreren Wellenformen und -abschnitten erzeugt und gemischt, siehe Wavetable-Synthese. Da der Gesamtklang von natürlichen Instrumenten (z. B. Klavier) jedoch aus mehr als der Summe der Einzeltöne besteht, wird das Sampling häufig durch andere Klangerzeugungsmethoden ergänzt (z. B. Physical Modelling zur Nachbildung von Gehäuseresonanzen u. Ä.). Außerdem verfügen fast alle Geräte über eine große Bandbreite von Filtern, eingebauten Effekten und anderen Klangformungsmethoden, was sie zu vollwertigen Synthesizern macht.
Das Aufnehmen und Schneiden von Samples ist eine aufwendige und zeitraubende Arbeit, weswegen viele Musiker sich fertige Sample-Libraries auf CD oder DVD kaufen. Es gibt auch Hardware-Geräte, die nur Samples abspielen, aber nicht aufnehmen können, welche oft als Rompler bezeichnet werden (von ROM, read-only memory). Heutzutage beanspruchen Bibliotheken mit Instrumentalsamples, die alle Feinheiten eines natürlichen Instruments und mehrere Spieltechniken wiedergeben sollen, leicht mehrere Gigabyte.

## Vorläufer
Vorläufer des Samplers sind folgende Instrumente, die bereits Techniken verwendeten, die sich später in heutigen Geräten wiederfanden. Diese konnten jedoch in aller Regel nicht selbst aufzeichnen.
- Im technischen Museum in Wien steht ein „Superpiano“ aus dem Jahr 1928 mit fotoelektrischer Klangerzeugung durch rotierende gemustert gelochte Metallscheiben; 1929 wurden sie durch Filmscheiben ersetzt, auf denen mit Lichttontechnologie Sprache und Musik aufbelichtet werden konnte. Es hat eine Lochkartensteuerung zum Erstellen von Sequenzen.
- Die von Edwin Welte in den 1930er-Jahren entwickelte Lichttonorgel benutzt ebenfalls Scheiben aus fotografischem Material als Audiospeicher.
- Die Idee, die Tonhöhe bei der Wiedergabe musikalisch sinnvoll zu verändern, findet sich ab den 1950er Jahren bei einem namentlich nicht genannten Tonbandgerät im Studio von Pierre Schaeffer und Pierre Henry, das so modifiziert wurde, dass es ein Tonband in zwölf verschiedenen Geschwindigkeiten abspielen konnte, die den zwölf Halbtönen des westlichen (diatonischen) Tonsystems entsprechen.
- Die Grundidee, vorher aufgenommene Naturtöne auf Tastendruck wiederzugeben, findet sich beim in den 1960er Jahren entwickelten Mellotron, einem Keyboardinstrument, das pro Taste ein einzelnes, ca. acht Sekunden langes Tonband mit einem vom Hersteller aufgenommenen Klang abspielen kann; die Klänge können nicht modifiziert oder geloopt werden.
- In den 1970er Jahren wurde mit dem Synclavier eine Architektur zur direkten Wiedergabe elektronischer Klänge auf Sample-Basis geschaffen. Es entwickelte sich später zum erstes, weitverbreiteten Sampler und arbeitete bereits mit 16 Bit und 100 kHz.

## Historie der Hardwaresampler

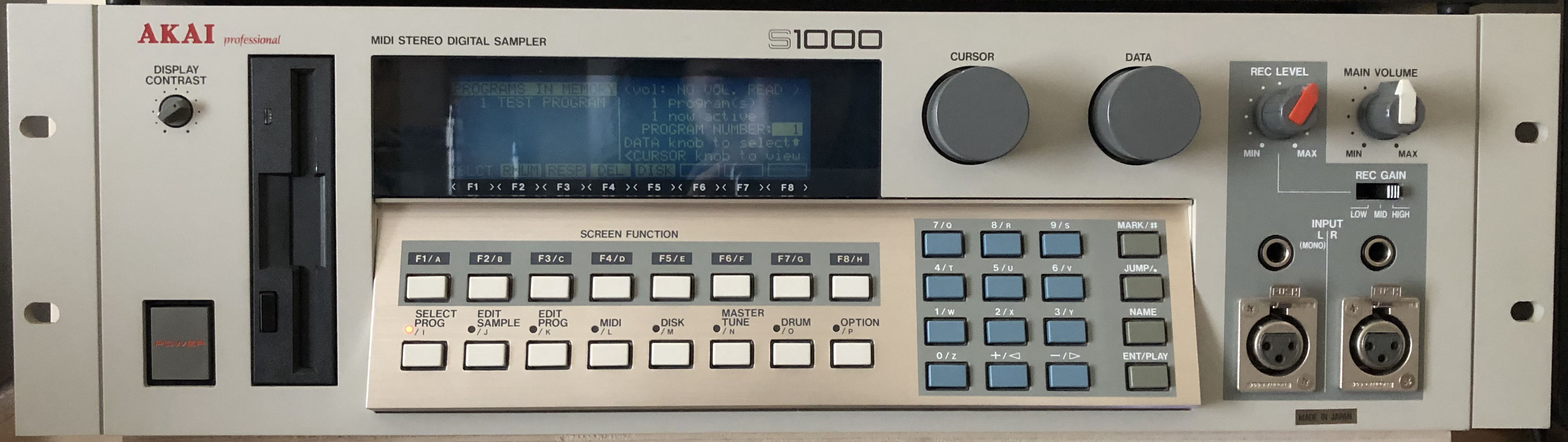
AKAI S1000

Technisch möglich wurde der Sampler in dem Moment, als die Prozessorleistung ausreichte, ein gespeichertes Sample in Echtzeit in einer anderen Tonhöhe wiederzugeben. Der erste kommerziell erhältliche Sampler war 1979 der Fairlight CMI, der damals für den Gegenwert von heute ungefähr 1 Million US-$ zu bekommen war; dieses Gerät unterscheidet sich von späteren Samplern u. a. dadurch, dass es zur Änderung der Tonhöhe dasselbe Audio-Sample mit geänderter Abtastfrequenz vollständig abspielt. Spätere Sampler behalten hingegen eine konstante Abtastfrequenz für die Wiedergabe bei und ändern je nach gewünschter Tonhöhe die Schrittweite, mit der sie das jeweils nächste auszugebende Sample aus dem Speicherinhalt auswählen. Der Ensoniq Mirage war 1985 der erste Massensampler mit Multisamplingmöglichkeiten für unter 6000 DM. Der S612 von Akai war der erste einigermaßen erschwingliche Sampler in 19-Zoll-Gehäuseausführung und wurde aufgrund dessen auch „Volkssampler“ genannt. Er war der erste in Japan hergestellte Sampler überhaupt. Der spätere S1000 entwickelte sich zu einem Standardgerät in Produktionsstudios.

## Software-Sampler

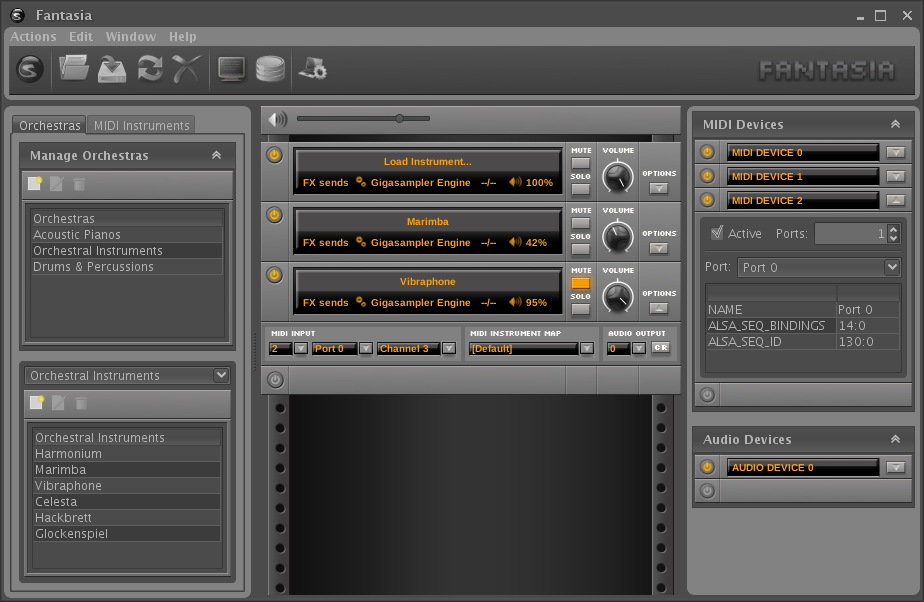
LinuxSampler mit der Benutzeroberfläche Fantasia, Teil des JSampler-Projekts

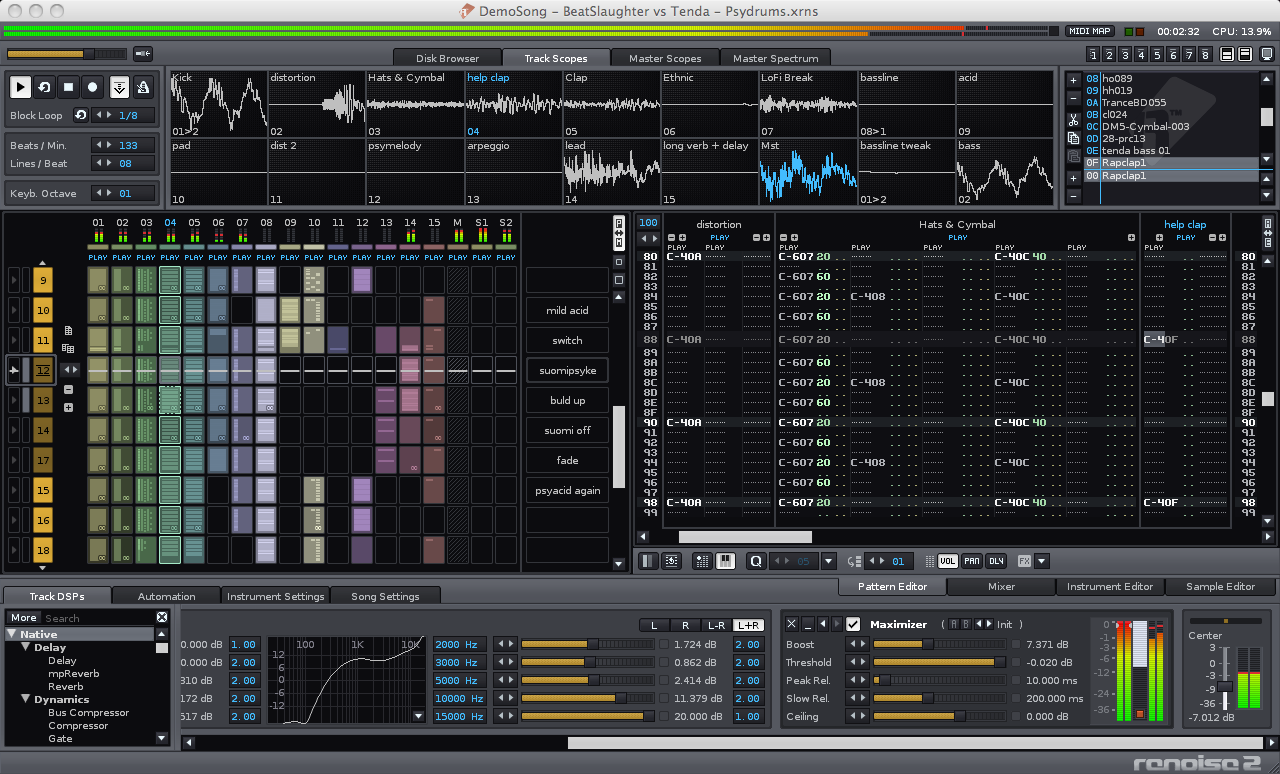
Renoise, ein graphischer, trackerartiger Sequenzer, mit integriertem Sampler

Heutzutage sind Personal Computer so leistungsfähig, dass sie auch in der Lage sind, mit passender Software Aufgaben eines Samplers zu übernehmen. Durch entsprechende Algorithmen erledigt der Hauptprozessor des Computers die Aufgaben, die in Hardware-Samplern von den DSPs wahrgenommen werden. Dieses Software-Sampler genannte Computerprogramm emuliert dabei die Funktion der Hardware eines Samplers unter Nutzung der PC-Architektur. Es kann als Nachfolger der klassischen Hardware-Modelle betrachtet werden. Ein Vorteil ist dabei, dass auch alle in Echtzeit im PC erzeugen Klänge, z. B. aus Synthesizern, erfasst, gespeichert und in gewünschter Form wiedergegeben werden können.
Die Anpassung der Tonhöhe und Klangeigenschaften erfolgt im SW-Sampler in ähnlicher Weise, wie in Hardware, wobei hier für den Benutzer grundsätzlich mehr Möglichkeiten bestehen, den Signalpfad zu bestimmen und Klangmodifikationen vorzunehmen.
Die meisten heute gebräuchlichen Softsampler sind modular aufgebaut und teilweise mit Software-Synthesizern kombiniert. Bekannte Programme sind z. B. EXS24 (nur Apple Logic), Gigastudio, Halion, LinuxSampler oder Kontakt. Diese Softwaresampler sind als Plug-ins für Sequenzer-Programme wie Cubase, Sonar oder Logic aufgebaut. Ein selbständiger, hostunabhängiger Sampler steckt im MusikLaborSynth.
Die Samples werden nicht komplett in den RAM geladen, sondern lediglich die ersten Augenblicke. Bei Bedarf wird dann der Rest des Samples zum Abspielen von der Festplatte nachgeladen. Das verkürzt auch vorbereitende Ladezeiten. Der Gigasampler/Gigastudio von Tascam ist das erste Gerät, das mit dieser Technik ausgestattet wurde.
Es gibt auch Kombinationen aus Soft- und Hardware, wobei DSP-Karten oder spezielle leistungsfähige Soundkarten den PC erweitern.

### Historie der Softwaresampler
In den Anfangszeiten der Software-Sampler bestand die Schwierigkeit, dass das Hoch- und Herunterrechnen von Audio-Dateien viel Rechenzeit und Speicherplatz erforderte. Bis Mitte der 1990er Jahre waren deswegen auf handelsüblichen PCs nur monophone (einstimmige) Software-Sampler lauffähig, die sich bestimmter Tricks bedienten, um die Rechenzeiten zu verkürzen. So sind Software-Sampler seit etwa 1997 auch auf PCs echtzeitfähig und haben in so gut wie allen Bereichen hardwarebasierte Sampler verdrängt. Vorteile durch geringere Kosten, größeres Display (Monitor des Computers), mehr RAM, schnellere Verarbeitung, Einbindung in andere Software haben dazu geführt.
Auch die in den 1980er und 90er Jahren auf Heimcomputern entwickelten Tracker Sequenzer können zu den Software-Samplern gerechnet werden (bzw. als Erweiterung davon), da das Echtzeit-Resampling eine notwendige Fähigkeit des Tracker-Konzepts ist. Tracker konnten schon in den 1980ern auf dem Amiga 4-Spur-Resampling in Echtzeit durchführen (mit Hardwareunterstützung durch den Paula-Chip). Ein Beispiel dafür war der „Funky Drummer“ der ein stimmbares Schlagzeug darstellte. Auch Tonhöhenmodifikation bei Sprachsynthese war bereits Mitte der 1980er auf dem C64 möglich, wodurch dieser quasi singen konnte. In den frühen 1990ern gab es reine Softwarelösungs auf dem PC. Teilweise wurde dazu hochoptimierter, hardwarenaher Assemblercode geschrieben, um dies als reine Softwarelösung zu ermöglichen; ein frühes Beispiel ist der InertiaPlayer von 1993. Ein aktueller Tracker mit sehr guten Sampler-Eigenschaften ist beispielsweise der Renoise-Tracker.

## „Jingle-Maschine“
Eine Sonderform des Samplers ist die „Cart-Machine“, auch „Jingle-Maschine“ genannt. Hier werden kurze Melodiefolgen oder Töne, die die Funktion eines Erkennungssignals (Soundlogo, „hörbares Markenzeichen“) einnehmen, per Tastendruck abgerufen. Bei der Gestaltung von Radio-Programmen wird hiervon oft und gerne Gebrauch gemacht. Wie bei den Samplern sind auch hier Hard- und Software-Lösungen gebräuchlich.